# Bouddhisme au Bangladesh

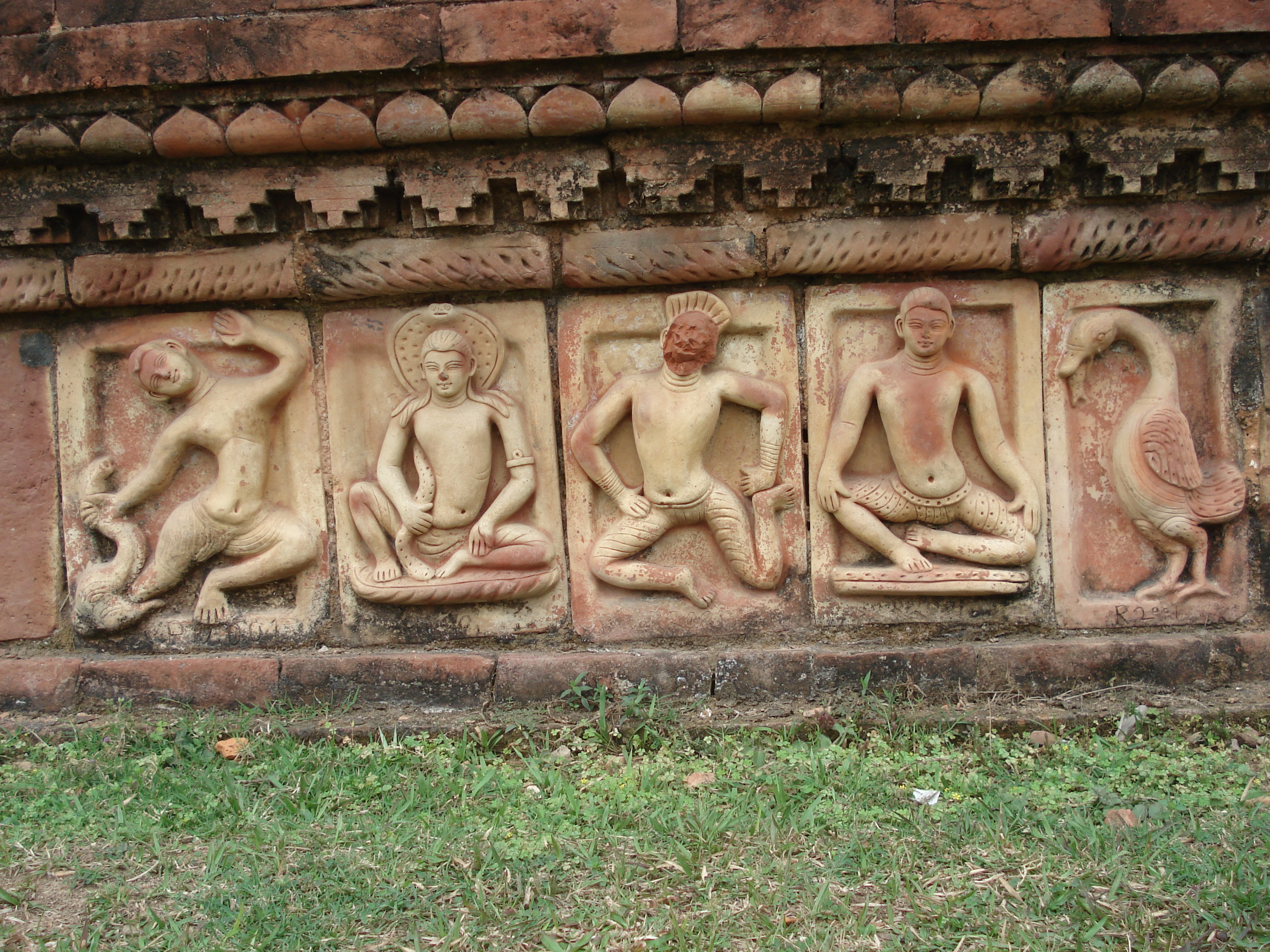
Le Somapura Mahavihara est la plus vieille institution bouddhiste au Bangladesh.

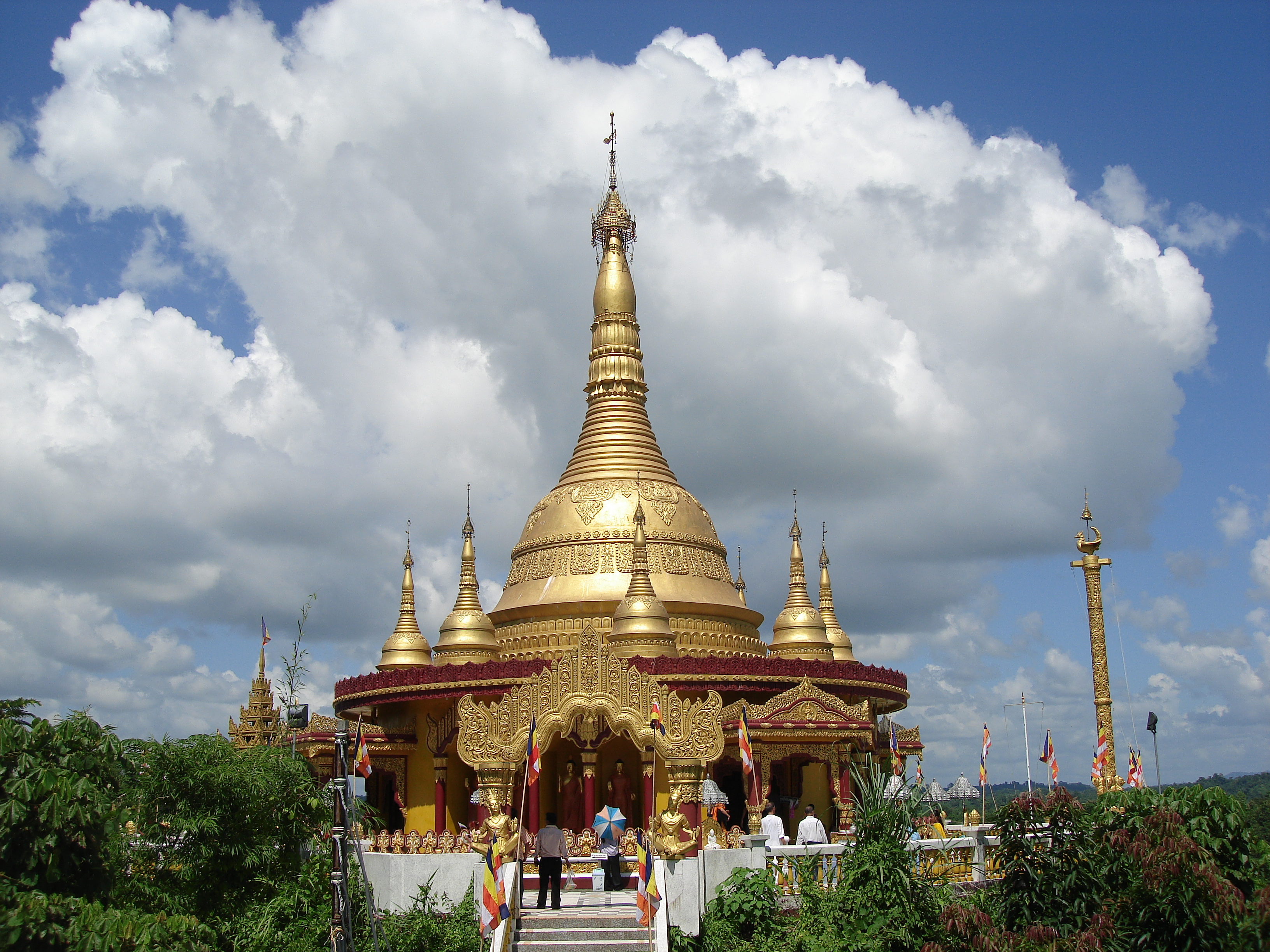
Buddha Dhatu Zadi, Un temple bouddhiste à Bandarban

Le bouddhisme est la troisième plus grande affiliation religieuse et formait environ 0,63% de la population du Bangladesh,. On dit que Bouddha est venu une fois dans sa vie dans cette région du Bengale oriental pour diffuser ses enseignements et il a réussi à convertir la population locale au bouddhisme, en particulier dans la division de Chittagong et plus tard l'empire Pala a propagé et patronné la religion bouddhiste dans tout le territoire du Bengale. Environ 1 million de personnes au Bangladesh adhèrent à l'école bouddhique Theravada. Plus de 65% de la population bouddhiste est concentrée dans la région des Chittagong Hill Tracts, où c'est la foi prédominante des Rakhine, Chakma , Marma , Tanchangya , d'autres peuples Jumma et des Barua . Les 35% restants sont des bouddhistes bengalis . Les communautés bouddhistes sont présentes dans les centres urbains du Bangladesh, en particulier Chittagong et Dhaka

## Histoire

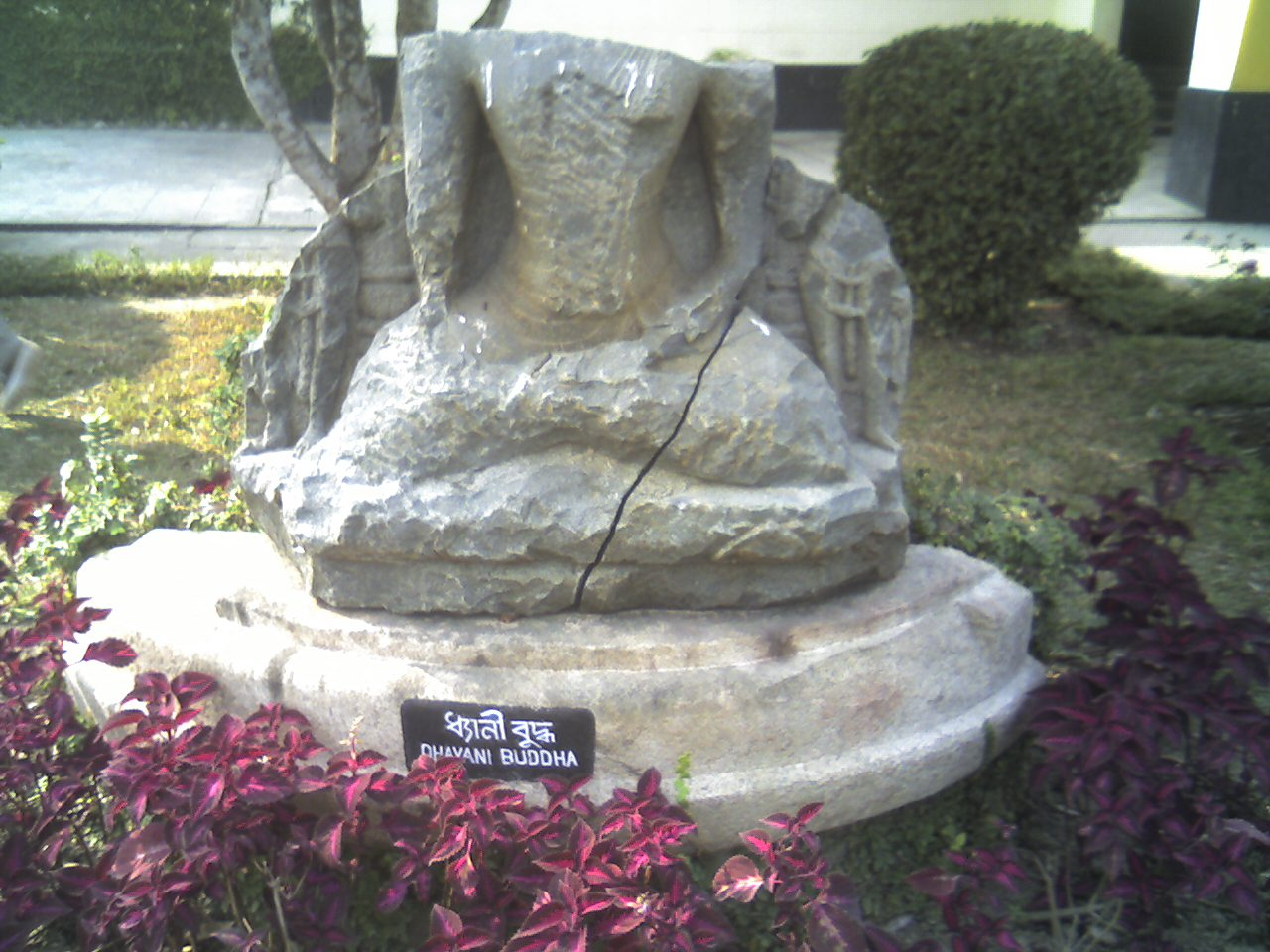
The earliest statue of Buddha found in Mahasthangarh

La légende raconte que Siddhartha Gautama est venu dans la région pour propager le bouddhisme, et on suppose qu'un ou deux individus sont devenus moines pour suivre ses traces. Cependant, le bouddhisme n'a pas reçu beaucoup de soutien jusqu'au règne d' Ashoka, lorsque le bouddhisme a pris pied. L'empire Pala qui contrôlait le sous-continent indien a propagé de nombreuses idéologies bouddhistes dans le Bangladesh moderne et a construit de nombreux monastères tels que le Mahasthangarh et le Somapura Mahavihara . Pendant la dynastie Pala, un célèbre professeur nommé Atisha est né dans la ville de Bikrampur et a propagé le bouddhisme Mahayana.
Les Puranchandra et Subarnachandra de la dynastie Chandra adoptèrent le bouddhisme, tout comme leurs successeurs Trailokyachandra et Srichandra qui régnèrent sur Harikel et Chandradwip (Barisal). La dynastie Khadga était une dynastie bouddhiste de rois qui portaient le nom de famille Bhatt. Ils construisirent plusieurs temples et monastères. Le roi Rajabhata était par exemple un bouddhiste mahayaniste très engagé.
Le bouddhisme sous diverses formes semble avoir été répandu à l'époque de la conquête turque en 1202.Les armées d'invasion trouvèrent de nombreux monastères, qu'elles détruisirent. Avec la destruction des centres d'apprentissage bouddhiste, comme l'université de Nalanda, le bouddhisme s'est rapidement désintégré. Au cours des siècles suivants et jusqu'aux années 1980, presque tous les bouddhistes restants vivaient dans la région autour de Chittagong , qui n'avait pas été entièrement conquise avant l'époque du Raj britannique (1858-1947). Au cours du XIXe siècle, un mouvement de renouveau s'est développé  qui a conduit au développement de deux ordres de moines Theravada, le Sangharaj Nikaya et le Mahasthabir Nikaya.
Dans les collines de Chittagong, les tribus bouddhistes constituaient la majorité de la population et leur religion semblait être un mélange de croyances tribales et de doctrines bouddhistes. Selon le recensement de 1981, il y avait environ 538 000 bouddhistes au Bangladesh, ce qui représente moins de 1 % de la population.

## Aperçu Demographique
| Année | Pourcentage | Augmention |
| ----- | ----------- | ---------- |
| 1951  | 0.7%        |            |
| 1961  | 0.7%        | 0%         |
| 1974  | 0.6%        | -0.1%      |
| 1981  | 0.6%        | 0%         |
| 1991  | 0.6%        | 0%         |
| 2001  | 0.7%        | +0.1%      |
| 2011  | 0.6%        | -0.1%      |
| 2022  | 0.63%       | +0.03%     |

En 2014, les adeptes du bouddhisme sont principalement des Baruas vivant dans la ville de Chittagong, la ville d'affaires du Bangladesh, et des Arakans autochtones vivant dans les Chittagong Hill Tracts subtropicaux. Les personnes qui suivent le bouddhisme au Bangladesh appartiennent en majorité au peuple Barua avec un pourcentage de 65 % parmi les 0,07 % de la population du Bangladesh, les Chakma , les Chak , les Marma , les Tanchangya et les Khyang , qui pratiquent le bouddhisme depuis des temps immémoriaux. D'autres tribus, notamment celles qui pratiquent l'animisme, ont subi une certaine influence bouddhiste, et c'est vrai dans le cas des Khumi et des Mru , et dans une moindre mesure pour les autres tribus.
| Division   | Pourcentage (%) | Population Bouddhiste () | Total       |
| ---------- | --------------- | ------------------------ | ----------- |
| Barisal    | 0,05%           | 4,911                    | 91,00,104   |
| Chittagong | 2,92%           | 9,69,630                 | 3,32,02,357 |
| Dhaka      | 0,05%           | 20,335                   | 4,42,15,759 |
| Khulna     | 0,01%           | 1,006                    | 1,74,15,924 |
| Rajshahi   | 0,01%           | 1,123                    | 2,03,53,116 |
| Rangpur    | 0,02%           | 3,091                    | 1,76,10,955 |
| Sylhet     | 0,01%           | 1,105                    | 1,10,34,952 |
| Mymensingh | 0,01%           | 753                      | 1,22,25,449 |

## Répartition Géographiue
Selon le recensement de 2022, 96,77 % des bouddhistes bangladais vivent dans la division de Chittagong , soit 2,92 % de la population divisionnaire. Ils se concentrent principalement dans la région Chittagong hill tracts, constituant 41,74 % de la population de la CHT. Le bouddhisme est la religion la plus importante dans le district de Rangamati (57,25 %) et la deuxième dans les districts de Khagrachhari (35,93 %) et de Bandarban (29,53 %).
| Upazila                    | District                   | Pourcentage de Bouddhisme |
| -------------------------- | -------------------------- | ------------------------- |
| Juraichhari Upazila        | District de Rangamati Hill | 95.60%                    |
| Naniarchar Upazila         | District de Rangamati Hill | 83.18%                    |
| Belaichhari Upazila        | District de Rangamati Hill | 78.21%                    |
| Lakshmichhari Upazila,     | District de Khagrachhari   | 77.73%                    |
| Barkal Upazila             | District de Rangamati Hill | 75.81%                    |
| Bagaichhari Upazila        | District de Rangamati Hill | 67.99%                    |
| Rowangchhari Upazila       | District du Bandarban      | 67.58%                    |
| Mahalchhari Upazila        | District de Khagrachhari   | 61.67%                    |
| Rajasthali Upazila         | District de Rangamati Hill | 58.48%                    |
| Kaukhali Upazila           | District de Rangamati Hill | 56.76%                    |
| Dighinala Upazila          | District de Khagrachhari   | 54.54%                    |
| Rangamati Sadar Upazila    | District de Rangamati Hill | 48.50%                    |
| Panchhari Upazila          | District de Khagrachhari   | 47.25%                    |
| Guimara Upazila            | District de Khagrachhari   | 46.74%                    |
| Kaptai Upazila             | Rangamati Hill District    | 45.35%                    |
| Thanchi Upazila            | Bandarban District         | 42.34%                    |
| Khagrachhari Sadar Upazila | District de Khagrachhari   | 38.50%                    |
| Ruma Upazila               | Bandarban District         | 36.80%                    |
| Bandarban Sadar Upazila    | Bandarban District         | 36.49%                    |
| Alikadam Upazila           | Bandarban District         | 30.54%                    |
| Langadu Upazila            | Rangamati Hill District    | 23.74%                    |
| Manikchhari Upazila        | District de Khagrachhari   | 21.50%                    |
| Naikhongchhari Upazila     | Bandarban District         | 19.41%                    |
| Lama Upazila               | Bandarban District         | 17.09%                    |
| Ramgarh Upazila            | District de Khagrachhari   | 14.63%                    |
| Raozan Upazila             | Chattogram District        | 6.71%                     |
| Matiranga Upazila          | District de Khagrachhari   | 5.58%                     |
| Ukhia Upazila              | Cox's Bazar District       | 4.99%                     |
| Rangunia Upazila           | Chattogram District        | 4.23%                     |
| Ramu Upazila               | Cox's Bazar District       | 2.95%                     |
| Taltali Upazila            | Barguna District           | 2.54%                     |
| Lohagara Upazila           | Chattogram District        | 1.83%                     |
| Chandanaish Upazila        | Chattogram District        | 1.81%                     |
| Patiya Upazila             | Chattogram District        | 1.74%                     |
| Cox's Bazar Sadar Upazila  | Cox's Bazar District       | 1.70%                     |
| Boalkhali Upazila          | Chattogram District        | 1.66%                     |
| Fatikchhari Upazila        | Chattogram District        | 1.35%                     |
| Teknaf Upazila             | Cox's Bazar District       | 1.34%                     |
| Mirsarai Upazila           | Chattogram District        | 1.24%                     |
| Hathazari Upazila          | Chattogram District        | 1.13%                     |
| Others                     |                            | <1%                       |

## Sites Bouddhistes

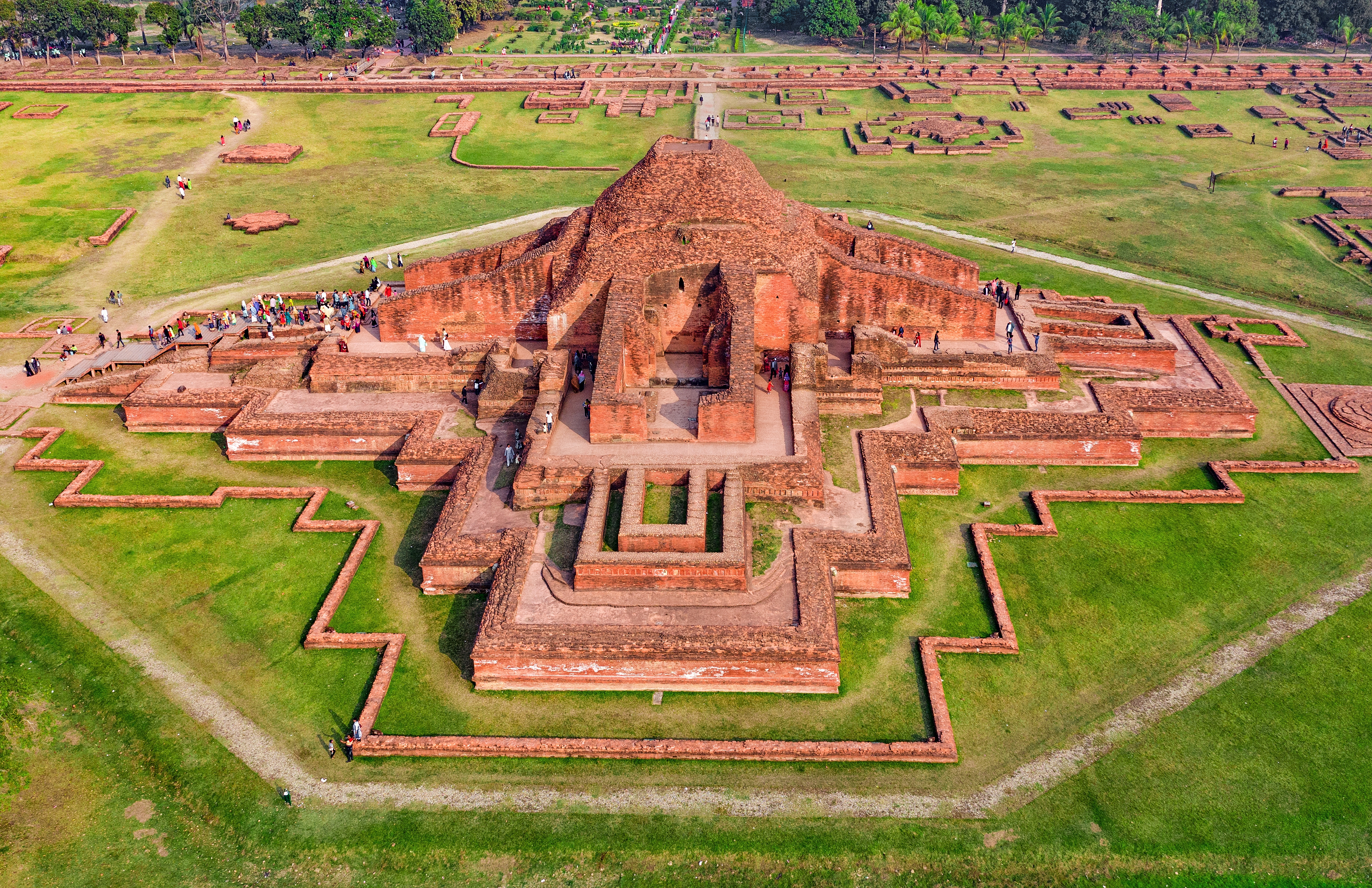
Le Vihar bouddhiste de Somapura remonte au 8ème siècle après JC, sous le règne de l'empire Pala.

- Somapura Mahavihara à Naogaon, division Rajshahi, a été construite à l'époque Pala et faisait partie d'un réseau de monastères comprenant Nalanda , Vikramashila et Jaggadala . C'est un site du patrimoine mondial de l'UNESCO.
- Jagaddala Mahavihara à Naogaon, Rajshahi était un monastère bouddhiste du XIe siècle situé dans la région historique de Varendra . Il était probablement actif au moins jusqu'au XIIe siècle.
- Halud Vihara à Naogaon, Rajshahi
- Agrapuri Vihara à Naogaon, Rajshahi
- Vasu Vihara à Bogra, Rajshahi
- Sitakot Vihara à Nawabganj, Division de Rangpur.
- Bhitagarh à Panchagarh District, Division de Rangpur.
- Pandit Vihara à Chittagong
- Bikrampur Vihara à Bikrampur, division de Dhaka.
- Shalban Vihara à Comilla
- Wari-Bateshwar ruins à Narsingdi, division de Dhaka.
- Nateshwar Deul, à Munshiganj, division de Dhaka

## Culture

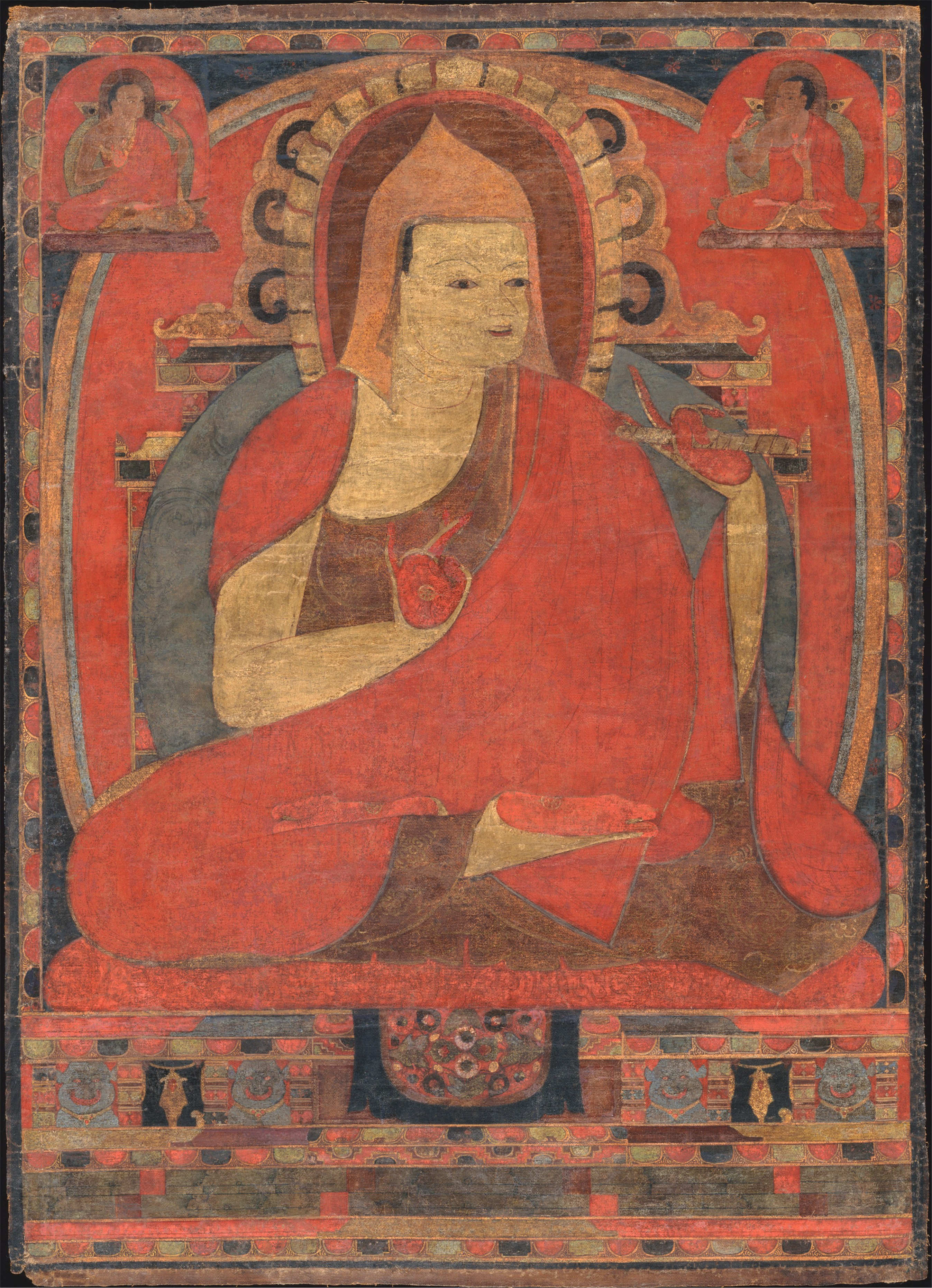
Atisha is one of the ancient priests from the Pala dynasty who is followed within the Bangladeshi Buddhist sects.

Il existe plusieurs monastères en activité dans le Chittagong, et dans la plupart des villages bouddhistes, il existe une école (kyong) où les garçons vivent et apprennent à lire le bengali (langue nationale) et un peu de pali (une ancienne langue scripturale bouddhiste). Il est courant que les hommes qui ont terminé leur scolarité reviennent à intervalles réguliers pour des périodes de résidence à l'école. Le sanctuaire bouddhiste local est souvent un centre important de la vie du village.
En dehors des retraites monastiques, le bouddhisme a absorbé et adapté les croyances et les croyances populaires indigènes des régions où il s'est répandu. Dans la plupart des régions, les rituels religieux se concentrent sur l'image du Bouddha, et les principales fêtes observées par les bouddhistes au Bangladesh commémorent les événements importants de sa vie. Bien que le bouddhisme doctrinal rejette le culte des dieux et préserve la mémoire du Bouddha en tant qu'homme éclairé, le bouddhisme populaire contient un panthéon de dieux et de divinités mineures dirigé par le Bouddha.
Le ministère des Affaires religieuses fournit une aide pour l'entretien des lieux de culte et des reliques bouddhistes. Les anciens monastères de Paharpur (dans la région de Rajshahi ) et de Mainamati (à Comilla ), datant du VIIe au IXe siècle après J.-C., sont considérés comme uniques par leur taille et leur cadre et sont maintenus en tant que monuments protégés par l'État.

## Persécutions de Bouddhistes
Liste des massacres visant les minorités hindoues et bouddhistes par les islamistes radicaux et Razakar :
- Massacres de Rajshahi en 1962

- Émeutes de 1964 au Pakistan oriental
- Génocide au Bangladesh en 1971
- Violences à Ramu en 2012
- Émeutes contre les minorités bouddhistes indigènes
- Persécution des bouddhistes au Bangladesh

## Bouddhistes bangladais célèbres
Personnages historiques

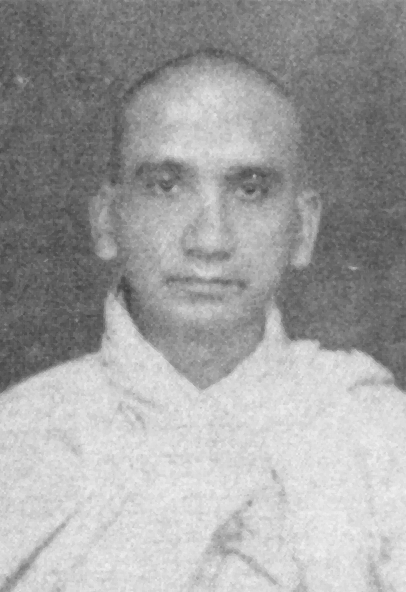
Dipankara Srijan, président de l'Association bouddhiste de Chittagong, à la tête d'une délégation au 6e conseil bouddhiste à Rangoon

- Atisa - Moine bouddhiste du Xe siècle qui a joué un rôle important dans la propagation du bouddhisme au Tibet . Il était également abbé au monastère de Vikramashila .
- Chandragomin - Praticien et poète bouddhiste laïc du 7e siècle de la région de Varendra
- Traillokyachandra - Roi du 10e siècle de la dynastie Chandra qui s'est converti au bouddhisme vajrayana
- Vanaratna (1384–1468 CE) qui est considéré comme le dernier pandit bouddhiste indien au Tibet.

Bhikkhus (moines)
- Karmayogi Kripasaran Mahathero
- Vénérable Jyotipal Mahathero
- Rajguru Aggavamsa Mahathera
- Rajguru Priyo Ratana Mahathera
- U Pannya Jota Mahathera |Vén. U Pannya Jota Mahathera
- Vénérable Prajnananda Mahathera
- Suddhananda Mahathero
- Bishuddhananda Mahathera

Administration
- Avocat Devasish Roy , Chakma Raja (chef du cercle Chakma)
- Bijoy Giri (15e Chakma Raja du Cercle Chakma)
- Benita Roy (aristocrate, littérateur, diplomate, ministre et Rani de Chakma Circle)
- Raja Nalinaksha Roy (49e Raja du cercle Chakma)
- Mong Prue Sain (Roi du Cercle Mong)

Combattants de la liberté
- UK Ching , Bir Bikram

Politique
- Dilip Barua ( Parti communiste du Bangladesh (marxiste-léniniste) (Barua) ). Ancien ministre de l’Industrie.
- Jyotirindra Bodhipriya Larma
- Manabendra Narayan Larma
- Charu Bikash Chakma
- Kalparanjan Chakma
- Ma Mya Ching
- Aung Shwe Prue Chowdhury
- Saccage de Prue Jerry
- Maa Ma Ching Marma

Arts et littérature
- Benimadhab Barua
- Kanak Chanpa Chakma , artiste
- Bipradash Barua , auteur
- Suvrajit Barua , poète et journaliste
- Partha Barua , chanteur, chanteur principal et guitariste de Souls Band
- Setu Barua
- Subrata Barua
- Ratan Talukder , acteur et artiste martial

Éducation
- Bikiran Prasad Barua
- Sukomal Barua
- Amit Chakma
- Aye Thein Rakhaine , universitaire et homme politique

Sportif
- Debabrata Barua , cricket
- Debashish Barua , cricket
- Sumon Barua , cricket
- Monika Chakma , football
- Rupna Chakma , football
- Anai Mogini , football
- Anuching Mogini , football
- Maria Manda , football
- Ritu Porna Chakma , football
- Suro Krishna Chakma , boxeur professionnel
- Aungmraching Marma , football
- Champa Chakma , cricket

## References
1. 1 2 3 4  « Census 2022: Bangladesh population now 165 million » [archive du 27 juillet 2022], 27 juillet 2022 (consulté le 29 juillet 2022)
2. ↑  « Bangladesh : AT A GLANCE » [archive du 6 juillet 2011] (consulté le 27 février 2015)
3. ↑  « Bangladesh Buddhists Live in the Shadows of Rohingya Fear - IDN-InDepthNews | Analysis That Matters » [archive du 17 novembre 2020], sur www.indepthnews.net (consulté le 9 décembre 2020)
4. ↑  P. 22 European Trade and Colonial Conquest: Volume 1
5. ↑  P. 261 Early Advaita Vedanta and Buddhism: The Mahayana Context of the Gau?apadiya By Richard King
6. 1 2 3 4  Modèle:Country study
7. ↑  « Caryagiti » [archive du 9 mars 2015] (consulté le 27 février 2015)
8. ↑  « Jewel in the Crown: Bengal's Buddhist Revival in the 19th and 20th Centuries | Buddhistdoor » [archive du 10 juin 2016] (consulté le 3 juin 2016)
9. 1 2  « Bangladesh- Population census 1991: Religious Composition 1901-1991 » [archive du 18 août 2016], sur Bangladeshgov.org, 2 août 2016 (consulté le 13 mai 2021)
10. ↑  « Mymensingh District - Banglapedia » [archive du 2 mai 2021] (consulté le 25 avril 2021)
11. ↑  https://bbs.portal.gov.bd/site/page/b432a7e5-8b4d-4dac-a76c-a9be4e85828c